# 上野町 (三重県)
上野町（うえのちょう）は三重県阿山郡にあった町。現在の伊賀市上野市街にあたる。

## 歴史
- 1889年（明治22年）4月1日 - 町村制の施行により、上野町（上野西ノ丸・上野丸之内・上野幸坂町・上野馬苦労町・上野西町・上野向島町・上野中町・上野東町・上野清水町・上野福居町・上野徳居町・上野小玉町・上野魚町・上野三ノ西町・上野紺屋町・上野相生町・上野忍町・上野愛宕町・上野万町・上野鉄砲町・上野池町・上野西日南町・上野東日南町・上野桑町・上野恵美須町・上野農人町・上野赤坂町・上野玄蕃町・上野車坂町・上野田端町・上野裏町・上野寺町・上野新町・上野片原町・上野鍛冶町）および上野村の大部分、木興村の一部（字清水町）、小田村の一部（字新町裏）の区域をもって阿拝郡上野町が発足。
- 1896年（明治29年）4月1日 - 所属郡が阿山郡に変更。
- 1941年（昭和16年）9月10日 - 小田村・三田村・城南村・新居村・長田村・花之木村と合併して上野市が発足。同日上野町廃止。

## 町長
- 八尾信夫

## 交通

### 鉄道路線
- 関西急行鉄道
  - 伊賀線（現・伊賀鉄道伊賀線）
    - 西大手駅 - 上野町駅（現・上野市駅） - 広小路駅 - 茅町駅

### 道路
- 伊賀街道（現・国道163号）

## 地域
- 上野町立図書館

## 観光

### 名所
- 上野公園
  - 上野城
  - 伊賀流忍者博物館
  - 俳聖殿
- 崇広堂
- 伊賀菅原神社
- 芭蕉翁生家
- 蓑虫庵
- 鍵屋辻

### 催事
- 伊賀上野NINIAフェスタ
- 上野天神祭

## 出身者
- 増田嘉兵衛（貿易商、実業家、横浜市内の資産家[1]）
- 堀内清治（建築史学者[2]）